# Der Neue Weg
Der Neue Weg war die  Tageszeitung der CDU für den Landesverband Sachsen-Anhalt und danach für die Bezirke Magdeburg, Halle und Leipzig von 1946 bis 1990.

## Geschichte
Am 1. Januar 1946 erschien die erste Ausgabe der Tageszeitung Der Neue Weg. Sie wurde im Kreuz-Verlag in Halle herausgegeben.
Nach Gründung der Bezirke der DDR 1952 versorgte Der Neue Weg die Leserschaft in Halle und Magdeburg sowie in Leipzig, der Bezirksstadt, die ursprünglich zum Land Sachsen gehörte und anfangs von der Dresdner CDU-Zeitung Die Union beliefert wurde. Im nahen Leipzig erschien die Zeitung allerdings mit gleichem Mantel wie im Verlagsort, jedoch unter dem Doppelnamen Der Neue Weg/Die Union. 
Die politischen Nachrichten lieferte vor allem die staatliche Nachrichtenagentur ADN. Eigenbeiträge betrafen insbesondere Aktivitäten der CDU in der DDR und kommunale Ereignisse. Vor allem wurden die Berichte über kulturelle Veranstaltungen, z. B. Theaterpremieren sowie Konzerte, Ratgeberseiten und der Gottesdienstplan der ortsansässigen Kirchengemeinden von den Lesern geschätzt. Bei den Anzeigen brachte der „Automarkt“ die hohen Erlöse – ähnlich wie beim Zentralorgan der CDU Neue Zeit. Die Auflagenhöhe im Jahre 1981 betrug 36.300 Exemplare.
Nach 1990 blieb die Hauptredaktion weiterhin in Halle, obwohl Magdeburg die neue Landeshauptstadt geworden war. Der Anzeigenmarkt brach nach Aufhebung des Mangels an Kraftfahrzeugen immer mehr zusammen. Die Leserschaft nahm überdies durch die steigende Konkurrenz der vielen neuen Printmedien auf dem Zeitungsmarkt zahlenmäßig erheblich ab und damit auch die gedruckte und die verkaufte Auflage. Das führte schließlich zur stufenweise Einstellung aller ehemaligen CDU-Zeitungen durch den neuen Eigentümer, die DZV Deutscher Zeitungsverlag GmbH, welche zur F.A.Z.-Verlagsgruppe gehörte. Am 28. Februar 1992 erschien die letzte Ausgabe der Zeitung Der Neue Weg.

## Persönlichkeiten
Chefredakteure waren Herbert Kunze-Cornelius (1946–1948) danach der Journalist Alwin Schaper (1948–1950), Fred Eismann, Peter Bigalke und nach der Wende Michael Dorndorf, der vorher für die Kirchenseite zuständig gewesen war.